# Lil Mama
Lil Mama, nome artístico de Niatia Jessica Kirkland (Harlem, 4 de Outubro de 1989), é uma rapper americana contratada pela Jive Records. Ela é muito conhecida por fazer singles com artistas internacionalmente renomados, como Avril Lavigne e Chris Brown. Em 2008 ela lançou seu primeiro álbum, VYP: Voice of the Young People, e seu primeiro single, "Lip Gloss".

## Biografia
Mama nasceu no Harlem , em 1989.  Ela foi criada no Brooklyn, Nova York, onde ela participou de Edward R. Murrow High. Em 2006, Kirkland assinou um contrato com a gravadora Jive Records. Sua mãe Tara morreu em 15 de dezembro de 2007, após uma batalha de quatro anos com câncer de cólon. Seu pai morreu antes de ela nascer.  Kirkland enfrentou lutas pessoais e financeiros. Como um dos oito irmãos e irmãs, ela começou a se expressar artisticamente através da poesia e dança.

## Discografia

### Álbuns
- 2007 - VYP: Voice of the Young People

### Singles e participações
| Ano  | Single                                   | Álbum                                               | Posições | Posições | Posições | Posições | Posições |
| Ano  | Single                                   | Álbum                                               | EUA      | CAN      | PT       | UWC      |          |
| ---- | ---------------------------------------- | --------------------------------------------------- | -------- | -------- | -------- | -------- | -------- |
| 2007 | "Lip Gloss"                              | VYP: Voice of the Young People                      | 12       | –        | –        | 38       |          |
| 2007 | "G-Slide/Tour Bus"                       | VYP: Voice of the Young People                      | 1        | 1        | 1        | 1        |          |
| 2007 | "Shawty Get Loose"                       | VYP: Voice of the Young People                      | 1        | –        | 1        | 2        |          |
| 2008 | "What It Is (Strike a Pose)"             | VYP: Voice of the Young People                      | 3        | –        | –        | 2        |          |
| 2008 | "Amazed" (com Vanessa Hudgens)           | Identified                                          | –        | –        | –        | –        |          |
| 2007 | "Girlfriend (Remix)" (com Avril Lavigne) | VYP: Voice of the Young People/ The Best Damn Thing | 1        | –        | –        | 1        |          |

## Filmografia

### Aparições
- 2007 Beautiful Girls Video - Sean Kingston

### Séries de TV
- 2006 (?) "The Pussycat Dolls: Search the next Doll" - Jurada
- 2007 "The Pussycat Dolls: Girlicious" - Jurada
- 2008 - "America's Best Dance Crew" - Jurada